# Maison située 41 Trg oslobođenja à Knjaževac
La maison située 41 Trg oslobođenja à Knjaževac (en serbe cyrillique : Кућа на Тргу ослобођења 41 у Књажевцу ; en serbe latin : Kuća na Trgu oslobođenja 41 u Knjaževcu) se trouve à Knjaževac, dans le district de Zaječar, en Serbie. Elle est inscrite sur la liste des monuments culturels protégés de la république de Serbie (identifiant no SK 331),.

## Présentation
La maison située au no 41 du Trg oslobođenja (place de la Libération) a été construite en 1874 ou en 1879.